# Melicope orbicularis
Melicope orbicularis (tiếng Anh thường gọi là Orbicular Pelea) là một loài thực vật thuộc họ Rutaceae. Đây là loài đặc hữu của quần đảo Hawaii. Chúng hiện đang bị đe dọa vì mất môi trường sống.